# Noideattella assumptia
Espèce
Synonymes
- Silhouettella assumptia Saaristo, 2001

Statut de conservation UICN

 LC  : Préoccupation mineure
Noideattella assumptia est une espèce d'araignées aranéomorphes de la famille des Oonopidae.

## Distribution
Cette espèce se rencontre, :
- aux Seychelles sur l'île de l'Assomption et dans les îles Farquhar ;
- à Madagascar dans les régions de Diana et de Sava.

## Description
Le mâle décrit par Álvarez-Padilla, Ubick et Griswold en 2012 mesure 1,3 mm et la femelle 1,5 mm.

## Étymologie
Cette espèce est nommée en référence au lieu de sa découverte, l'île de l'Assomption.

## Publication originale
- Saaristo, 2001 : Dwarf hunting spiders or Oonopidae (Arachnida, Araneae) of the Seychelles. Insect Systematics & Evolution, vol. 32, no 3, p. 307-358.